# Boxholm
Boxholm este un oraș în Suedia.

## Demografie
| \| Evoluția demografică a zonei urbane Boxholm, 1970–2015 \| Evoluția demografică a zonei urbane Boxholm, 1970–2015 \| Evoluția demografică a zonei urbane Boxholm, 1970–2015 \| Evoluția demografică a zonei urbane Boxholm, 1970–2015 \| Evoluția demografică a zonei urbane Boxholm, 1970–2015 \| \| --------------------------------------------------------------------------------------- \| ------------------------------------------------------ \| ------------------------------------------------------ \| ------------------------------------------------------ \| ------------------------------------------------------ \| \| An \| \| \| Locuitori \| \| \| 1970 \| 1970 \| \| 4.223 \| 4.223 \| \| 1975 \| 1975 \| \| 3.964 \| 3.964 \| \| 1980 \| 1980 \| \| 3.836 \| 3.836 \| \| 1990 \| 1990 \| \| 3.543 \| 3.543 \| \| 1995 \| 1995 \| \| 3.459 \| 3.459 \| \| 2000 \| 2000 \| \| 3.190 \| 3.190 \| \| 2005 \| 2005 \| \| 3.182 \| 3.182 \| \| 2010 \| 2010 \| \| 3.194 \| 3.194 \| \| 2015 \| 2015 \| \| 3.269 \| 3.269 \| \| Sursa: SCB - Statistika Centralbyrån, Folkmängden per tätort. Vart femte år 1960 - 2016 \| \| \| \| \| |      |  |           |       |
| Evoluția demografică a zonei urbane Boxholm, 1970–2015 |      |  |           |       |
| An |      |  | Locuitori |       |
| 1970 | 1970 |  | 4.223     | 4.223 |
| 1975 | 1975 |  | 3.964     | 3.964 |
| 1980 | 1980 |  | 3.836     | 3.836 |
| 1990 | 1990 |  | 3.543     | 3.543 |
| 1995 | 1995 |  | 3.459     | 3.459 |
| 2000 | 2000 |  | 3.190     | 3.190 |
| 2005 | 2005 |  | 3.182     | 3.182 |
| 2010 | 2010 |  | 3.194     | 3.194 |
| 2015 | 2015 |  | 3.269     | 3.269 |
| Sursa: SCB - Statistika Centralbyrån, Folkmängden per tätort. Vart femte år 1960 - 2016 |      |  |           |       |